# Psammopsyllus delamarei
Psammopsyllus delamarei är en kräftdjursart som först beskrevs av Claude Chappuis 1954.  Psammopsyllus delamarei ingår i släktet Psammopsyllus och familjen Cylindropsyllidae. Inga underarter finns listade i Catalogue of Life.